# Emydocephalus orarius
Emydocephalus orarius  — вид отруйних морських змій родини аспідових (Elapidae). Описаний у 2020 році.

## Назва
Видовий епітет orarius прекладається з латини як «прибережний».

## Поширення
Вид поширений вздовж західного узбережжя Австралії.